# ʱ
Cette page contient des caractères spéciaux ou non latins. S’ils s’affichent mal (▯, ?, etc.), consultez la page d’aide Unicode.
ʱ, appelée h crocheté en exposant, h crocheté supérieur ou lettre modificative h crocheté, est un symbole de l’alphabet phonétique international. Il est formé de la lettre h crocheté ‹ ɦ › mise en exposant.

## Utilisation
Certains auteurs utilisent le h crocheté en exposant ‹ ʱ › dans l’alphabet phonétique international pour représenter l’aspiration voisée de la consonne qui le précède.
Bien qu’il ne figure pas dans le tableau de l’API ou dans la liste des symboles du manuel de l’API, le h crocheté en exposant ‹ ʱ › est utilisé dans le manuel dans quelques exemples de transcriptions comme celles de l’hindi ou du sindhi pour les consonnes voisées [bʱ d̪ʱ ɖʱ ɡʱ dʒʱ ɽʱ ɟʱ mʱ nʱ ɳʱ lʱ].

## Représentations informatiques
La lettre modificative h crocheté peut être représenté avec les caractères Unicode suivants (Latin – Lettres modificatives avec chasse) :
| formes       | représentations | chaînes de caractères | points de code | descriptions                             | note                            |
| ------------ | --------------- | --------------------- | -------------- | ---------------------------------------- | ------------------------------- |
| modificative | ʱ               | ʱ                     | U+02B1         | lettre modificative minuscule h crocheté | codé pour le symbole phonétique |

## Sources
- (en) International Phonetics Association, Handbook of the International Phonetics Association : a guide to the use of the International Phonetic Alphabet, Cambridge, Cambridge University Press, 1999, 204 p. (ISBN 0-521-63751-1 et 0-521-65236-7, lire en ligne)